# Never2wait
 (mai 2024).
L'article doit être relu — et modifié si nécessaire — par des contributeurs indépendants pour apporter un regard critique aux contributions effectuées en violation des conditions d'utilisation de Wikipédia, tant sur la forme (notamment concernant le style encyclopédique, la proportionnalité) que sur le fond (la neutralité de point de vue, la qualité et l'indépendance des sources).
 (mai 2024).
 (mai 2024).
 (mai 2024).
La mise en forme du texte ne suit pas les recommandations de Wikipédia : il faut le « wikifier ».
Les points d'amélioration suivants sont les cas les plus fréquents. Le détail des points à revoir est peut-être précisé sur la page de discussion.
- Les titres sont pré-formatés par le logiciel. Ils ne sont ni en capitales, ni en gras.
- Le texte ne doit pas être écrit en capitales (les noms de famille non plus), ni en gras, ni en italique, ni en « petit »…
- Le gras n'est utilisé que pour surligner le titre de l'article dans l'introduction, une seule fois.
- L'italique est rarement utilisé : mots en langue étrangère, titres d'œuvres, noms de bateaux, etc.
- Les citations ne sont pas en italique mais en corps de texte normal. Elles sont entourées par des guillemets français : « et ».
- Les listes à puces sont à éviter, des paragraphes rédigés étant largement préférés. Les tableaux sont à réserver à la présentation de données structurées (résultats, etc.).
- Les appels de note de bas de page (petits chiffres en exposant, introduits par l'outil «  Source ») sont à placer entre la fin de phrase et le point final[comme ça].
- Les liens internes (vers d'autres articles de Wikipédia) sont à choisir avec parcimonie. Créez des liens vers des articles approfondissant le sujet. Les termes génériques sans rapport avec le sujet sont à éviter, ainsi que les répétitions de liens vers un même terme.
- Les liens externes sont à placer uniquement dans une section « Liens externes », à la fin de l'article. Ces liens sont à choisir avec parcimonie suivant les règles définies. Si un lien sert de source à l'article, son insertion dans le texte est à faire par les notes de bas de page.
- La présentation des références doit suivre les conventions bibliographiques. Il est recommandé d'utiliser les modèles {{Ouvrage}}, {{Chapitre}}, {{Article}}, {{Lien web}} et/ou {{Bibliographie}}. Le mode d'édition visuel peut mettre en forme automatiquement les références.
- Insérer une infobox (cadre d'informations à droite) n'est pas obligatoire pour parachever la mise en page.

Pour une aide détaillée, merci de consulter Aide:Wikification.
Si vous pensez que ces points ont été résolus, vous pouvez retirer ce bandeau et améliorer la mise en forme d'un autre article.

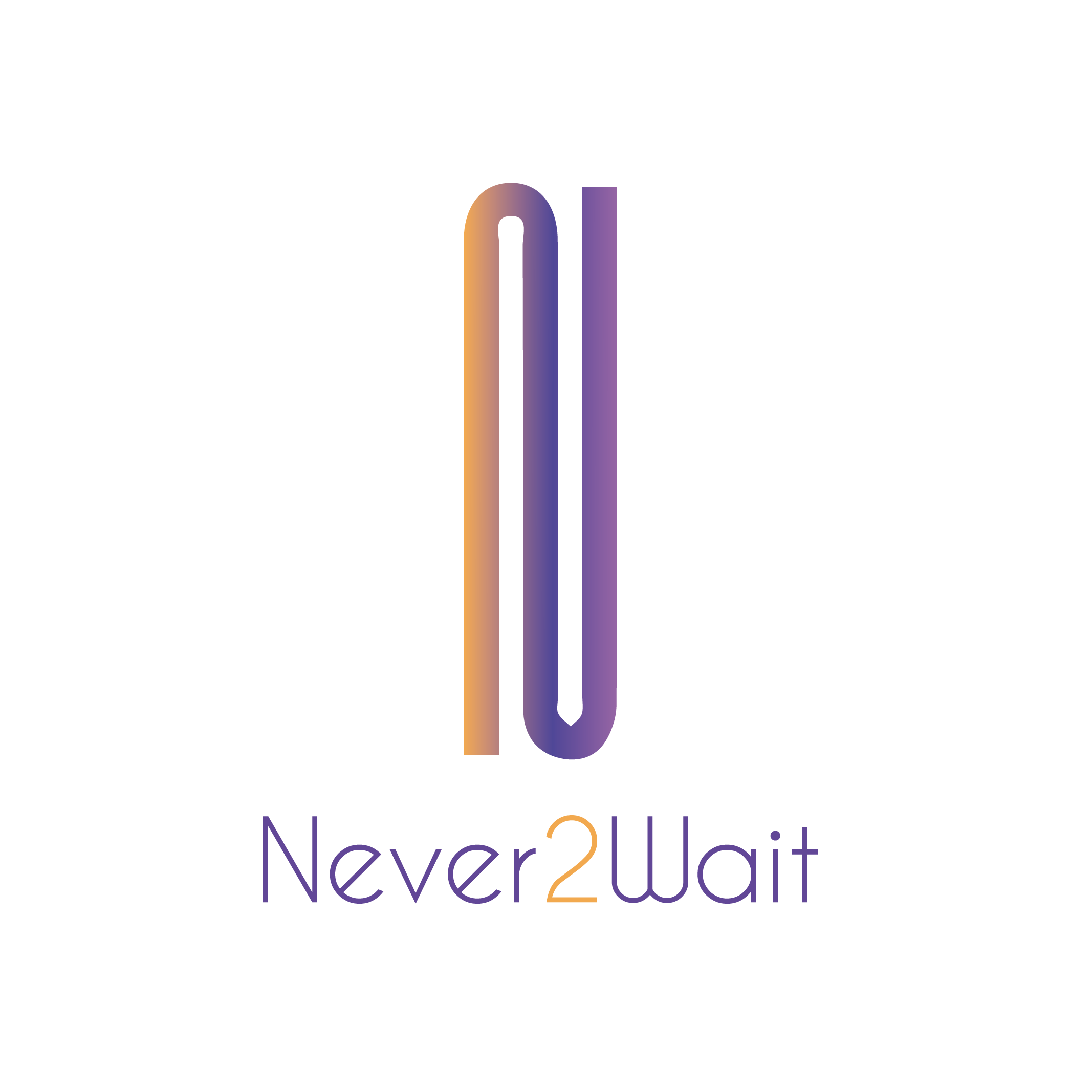
Logo Never2Wait
Siège social Tournai
Fondateur Serge Watchou
Création Février 2023
https://www.never2wait.com/

Never2Wait est une entreprise technologique pensée en 2021 et fondée à Tournai en Février 2023, spécialisée dans les solutions de gestion de file d'attente numérique. Elle propose des logiciels et applications destinés à optimiser le temps d'attente des clients dans divers secteurs, notamment la restauration. L'objectif principal de Never2Wait est de réduire les temps d'attente physiques tout en améliorant l'expérience client grâce à l'utilisation de technologies avancées.

## Histoire

### Fondation
Never2Wait a été créée par Serge Watchou, après avoir identifié un besoin croissant d'efficacité dans la gestion des files d'attente dans les espaces publics et privés lorsqu'il était encore étudiant à Mons. La vision de la startup était de digitaliser le processus d'attente, offrant ainsi une solution plus agile et confortable tant pour les entreprises que pour leurs clients.

## Produits et services
Les principales offres de Never2Wait incluent : 
- application de gestion de file d'attente : Une application mobile qui permet aux clients de rejoindre une file d'attente virtuellement, leur donnant la liberté de gérer leur temps plus efficacement pendant qu'ils attendent ;
- système de notification : Un système qui alerte les clients via mail ou application mobile lorsque leur tour approche, réduisant le besoin de rester sur place ;
- tableaux de gestion pour les entreprises : Des outils en backend qui permettent aux entreprises de voir et de gérer les files d'attente en temps réel, améliorant ainsi le flux de clients et l'efficacité opérationnelle.

## Modèle Économique
Never2Wait fonctionne sur un modèle de commission, où les établissements partenaires paient un pourcentage de leur chiffre d'affaires généré par les clients utilisant le service. En plus de la gestion des files d'attente, Never2Wait offre des services de marketing digital permettant à ses partenaires de se faire connaitre de manière exponentielle.

## Impact et réception
Never2Wait a reçu plusieurs distinctions comme la victoire au concours STARTECH 2021, pour son innovation dans le domaine de la gestion de l'expérience client. La société a également été reconnue pour sa contribution à l'amélioration de l'efficacité opérationnelle dans les secteurs très fréquentés. Ses solutions ont été largement adoptées, témoignant de leur efficacité et de leur popularité parmi les entreprises cherchant à moderniser leur gestion des files d'attente.